# Weiß (Köln)
Weiß ist ein Stadtteil im linksrheinischen Süden der Stadt Köln und gehört administrativ zum Stadtbezirk Rodenkirchen.

## Lage
Weiß wird im Süden, Osten und Norden vom Rhein umschlossen, der in diesem Abschnitt das als Weißer Rheinbogen bezeichnete Flussknie durchläuft. Auf der anderen Rheinseite befinden sich die Kölner Stadtteile Ensen, Porz und Zündorf. Im Westen grenzt Weiß unmittelbar an die Kölner Stadtteile Sürth und Rodenkirchen.

## Geschichte

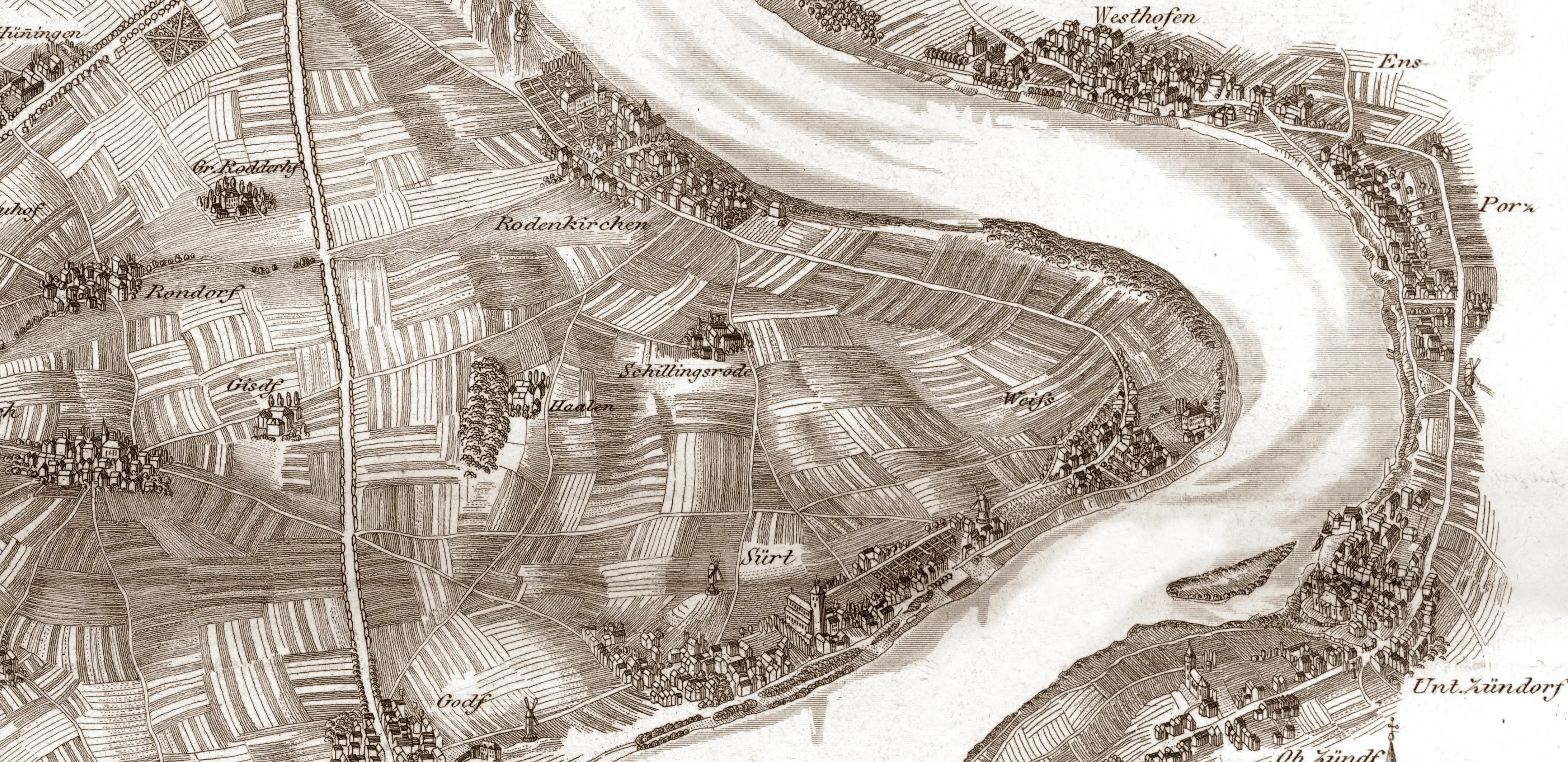
Der Weißer Bogen vor 1840

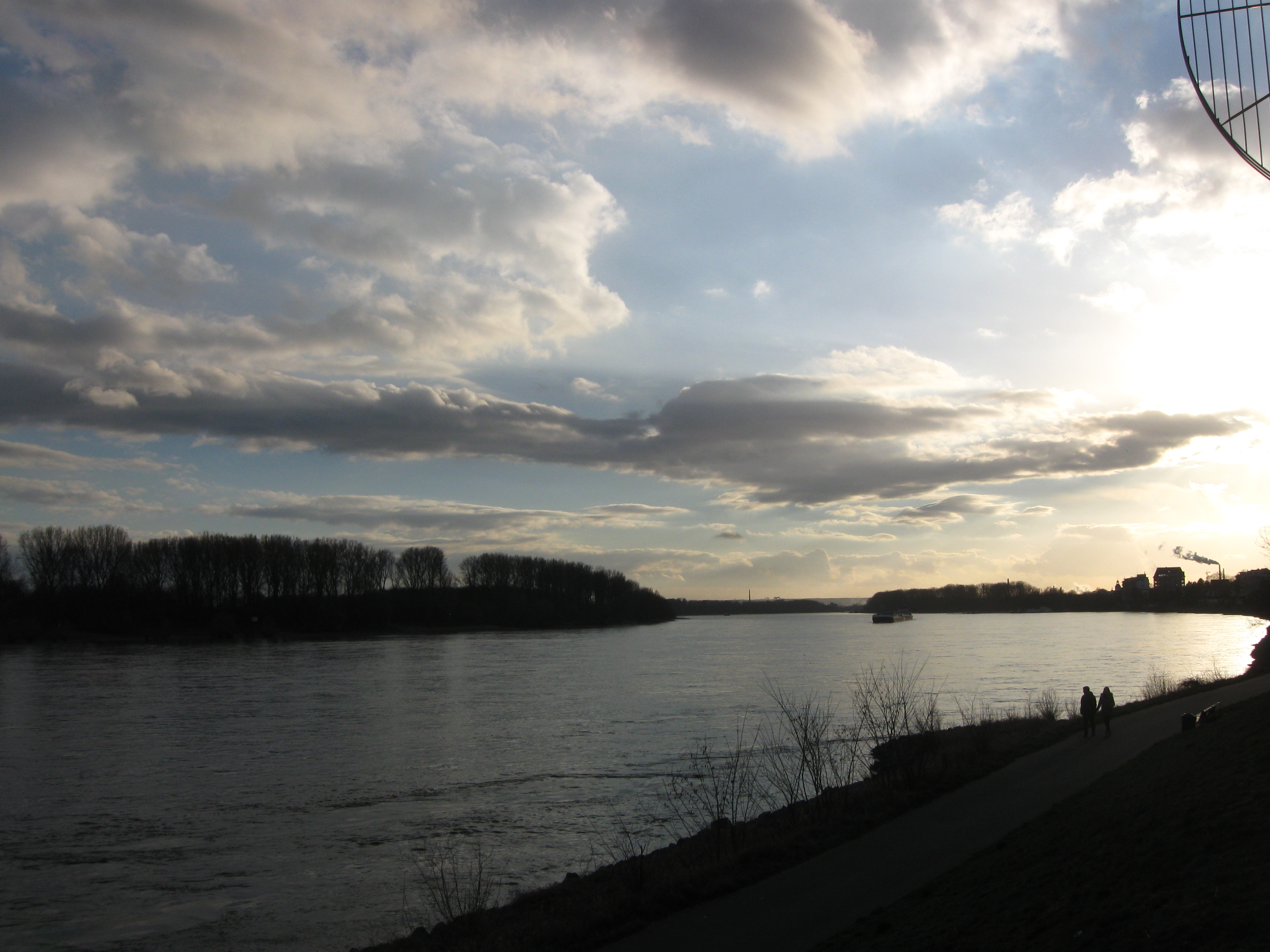
Weißer Rheinbogen, abendlicher Blick stromaufwärts vom Schwaadeck (in Höhe des Kapellchens) in Richtung Sürth und Godorf.

Die erste verlässliche historische Erwähnung des Ortes erfolgte 1130 im Zusammenhang mit einer Entscheidung Friedrich I., des damaligen Kölner Erzbischofs. 1238 vermachte der Kanoniker von St. Georg in Köln, Bertolfus, seinem Stift eine bestimmte Menge Wein zu Wise bei Soride (Weiß bei Sürth). Der Ortsname wurde häufig anders geschrieben, z. B. Wisse, Wishe oder Wijss. Auf der 1610 datierten Karte von Abraham Hogenberg steht wiederum Wyß. Grundsätzlich ist der Ortsname althochdeutschen Ursprungs und bedeutet so viel wie Wiese.
Die alten ein- bis zweigeschossigen Backstein- und Fachwerkhäuser im historischen Ortskern, oftmals fälschlich als Fischerhäuser bezeichnet, sind noch heute charakteristisch für Weiß. Seine geschichtliche Vergangenheit wird zudem durch Straßennamen wie „Treidelpfad“ und „Leinpfad“ deutlich. Weiß wurde ebenso wie die Nachbarorte Rodenkirchen und Sürth im Verlauf des Krieges zwischen dem deutschen König Albrecht I. und dem Kölner Erzbischof Wiebold um 1302 stark verwüstet. Der bedeutendste Hof in Weiß war der Plasserhof, dessen Name später in Pflasterhof abgewandelt wurde. Als ritterlicher Lehnsitz des Erzbischofs von Köln und weiterer Eigentümer genutzt, befand er sich auch zeitweise im Besitz der Stadt Köln. Schließlich ging der Hof an die Familie Hilger.
Den Ursprung von Weiß bildet die alte Kapelle St. Georg, im Volksmund Weißer Kapellchen genannt, die urkundlich erstmals 1433 erwähnt ist. Sie wurde während des Zweiten Weltkrieges stark beschädigt, 1965 und zuletzt 1982 von den Anwohnern jedoch großteils in Eigenleistung wiederhergerichtet und saniert. Die Fahrgerechtigkeit auf dem Rhein in Sürth und Weiß besaß das Kölner Stift St. Georg. Ein Fährmann musste beim Dechanten und beim Stiftskapitel die Erlaubnis zur Ausübung seines Gewerbes einholen und auch dafür bezahlen. Die Fischerei und den Zehnten dagegen besaß das Kölner Stift St. Severin.
Politisch gehörte Weiß seit dem Mittelalter zum Amt Brühl im Kurfürstentum Köln. 1794 wurde Weiß von französischen Truppen besetzt und kam an die Mairie Rondorf im Kanton Brühl, der zum Arrondissement de Cologne im Département de la Roer gehörte. 1815 kam Weiß an das Königreich Preußen und gehörte im 1816 errichteten Landkreis Köln weiter zur Bürgermeisterei Rondorf, die sich ab 1961 Gemeinde Rodenkirchen nannte. Die Eingemeindung nach Köln erfolgte 1975.
Außerhalb des Ortszentrums entstanden nach dem Zweiten Weltkrieg mehrere Neubaugebiete, die den Ort immer weiter mit Rodenkirchen und Sürth zusammenwachsen ließen. Weiß bietet bis heute vielfältige Erholungsmöglichkeiten entlang des Rheins, vor allem im Schutzgebiet Weißer Bogen, das den Osten des Stadtteils einnimmt.

## Bevölkerungsstatistik
Struktur der Bevölkerung von Weiß (2021):
- Durchschnittsalter der Bevölkerung: 46,3 Jahre (Kölner Durchschnitt: 42,3 Jahre)
- Ausländeranteil: 8,8 % (Kölner Durchschnitt: 19,3 %)
- Arbeitslosenquote: 5,0 % (Kölner Durchschnitt: 8,6 %)

## Hochwasser
Ein großes Problem in der Weißer Geschichte sind die immer wiederkehrenden Rheinhochwasser. Seit 1100 sind Überflutungen und Zerstörungen dokumentiert. Große Überschwemmungen gab es insbesondere 1496, 1497, 1776, 1784, 1819 und 1820. Durch Anpflanzung von Weiden auf den versandeten Böden versuchte man, besonders die in Ufernähe liegenden Weingärten der verschiedenen geistlichen Grundeigentümer zu schützen. Der in Weiß noch bis Ende des 18. Jahrhunderts betriebene Weinbau wurde vom Kölner Rat äußerst kritisch bewertet. Man befürchtete dort eine Verdrängung des Rheins aus seinem Bett infolge der Weidenanpflanzungen. In einer historischen Chronik kann man für Weiß die Auswirkungen der Überschwemmungen von 1819 nachschlagen. Damals wurden der Pflasterhof und benachbarte Häuser teils bis über die Dächer überspült.
Beim letzten großen Kölner Jahrhunderthochwasser 1995 gab es in Weiß keine größeren Schäden. Der Ort war rheinseitig und vom Weißer Rheinbogen großflächig von überfluteten Flächen umschlossen, die teilweise in Höhe Ludwigstraße bis an die Weißer Straße heranreichten. Einige Häuser wurden in Mitleidenschaft gezogen. Nicht der Pegelstand des Rheins, sondern das aufsteigende Grundwasser verursachte Schäden in den Häusern. Im Vergleich zu Rodenkirchen oder der Kölner Altstadt muss für die neuere Geschichte jedoch festgestellt werden, dass das Hochwasserrisiko für die Weißer Einwohner vergleichsweise niedrig ist. 2007 wurde Weiß großräumig in den Hochwasserschutz der Stadt Köln einbezogen. Es entstand ein neuer durch den Weißer Rheinbogen am Ortsrand verlaufender Hochwasserschutzdamm, der den gesamten Ort vor einem Hochwasser bis 11,30 m schützen soll.

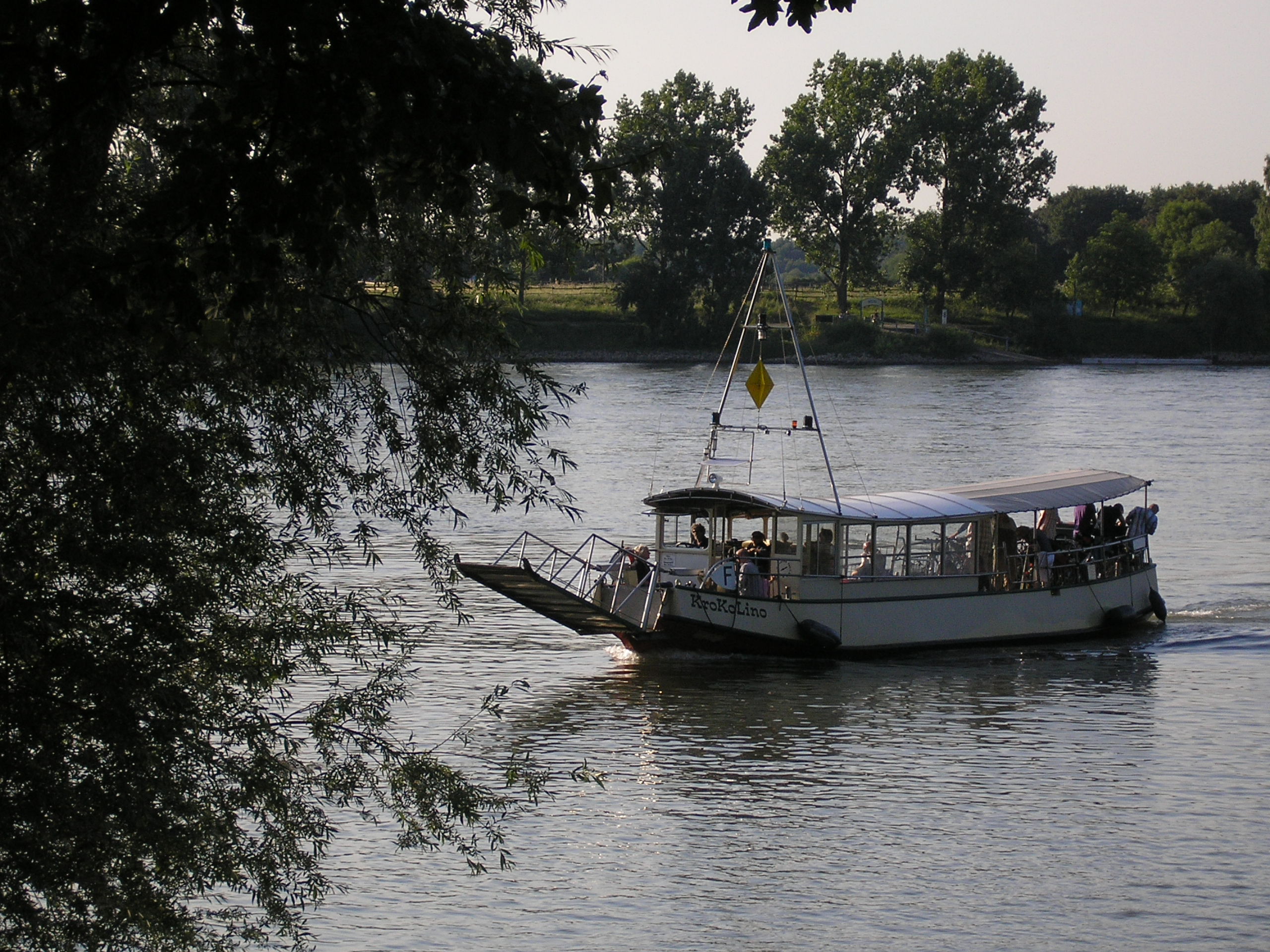
Rheinfähre Krokolino

## Rheinfähre Weiß–Zündorf
Eine überregional bekannte Weißer Institution sind die kleinen Fähren des Fährmanns Heiko Dietrich namens Krokodil und Krokolino, die in den rechtsrheinischen Kölner Stadtteil Zündorf zur Freizeitanlage Zündorfer Groov übersetzen. Viele Spaziergänger und Fahrradfahrer nutzen diese Rheinquerung bei schönem Wetter für ihre Ausflüge. Die Fährsaison beginnt im März und dauert bis in den Herbst. Die Anlegestelle befindet sich in Weiß am Ende des Pflasterhofweges. In der Sommersaison pendelt die Fähre, im Frühling und Herbst fährt sie seltener, teilweise dann nur am Wochenende.

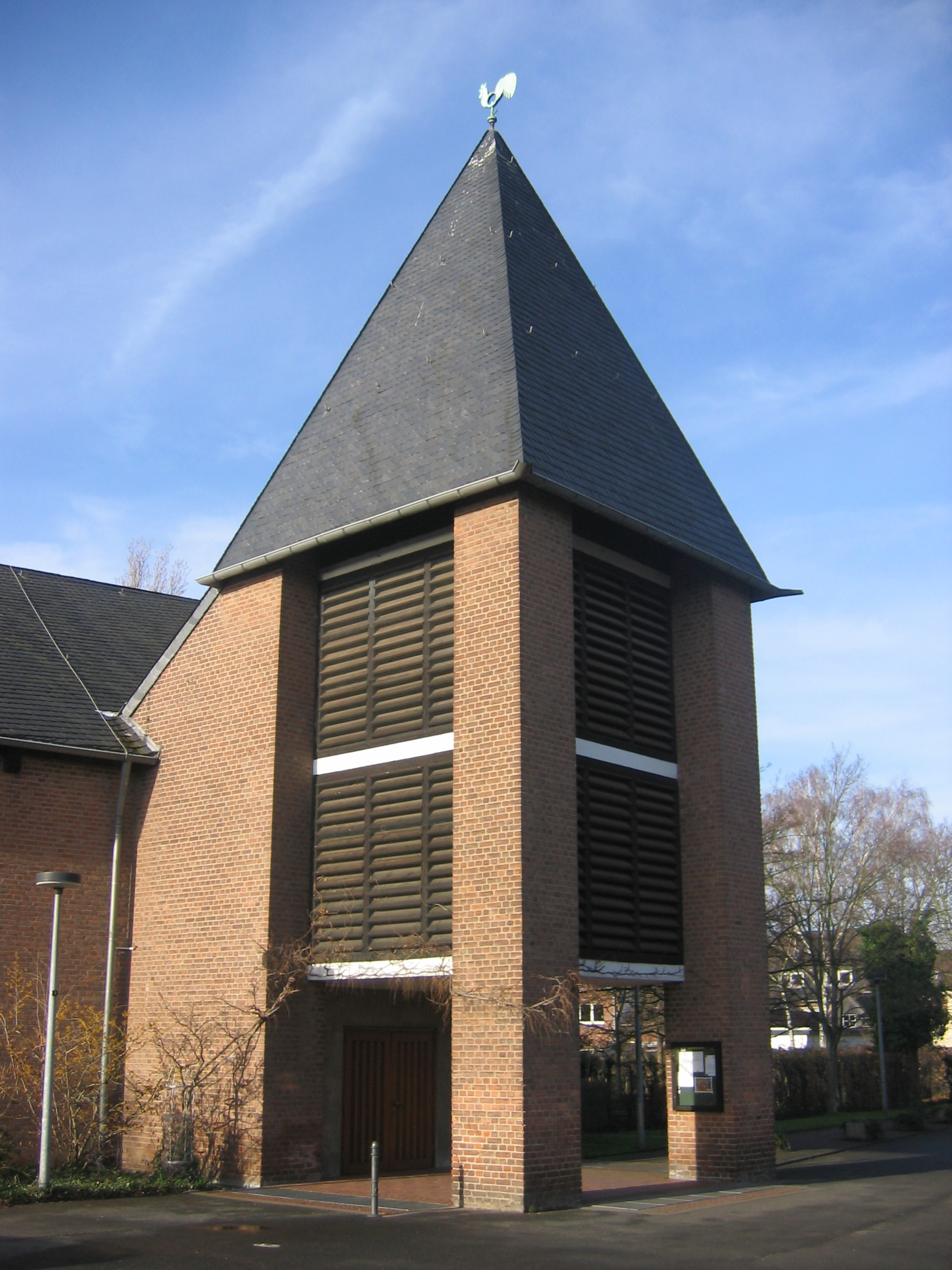
Kath. Kirche St. Georg

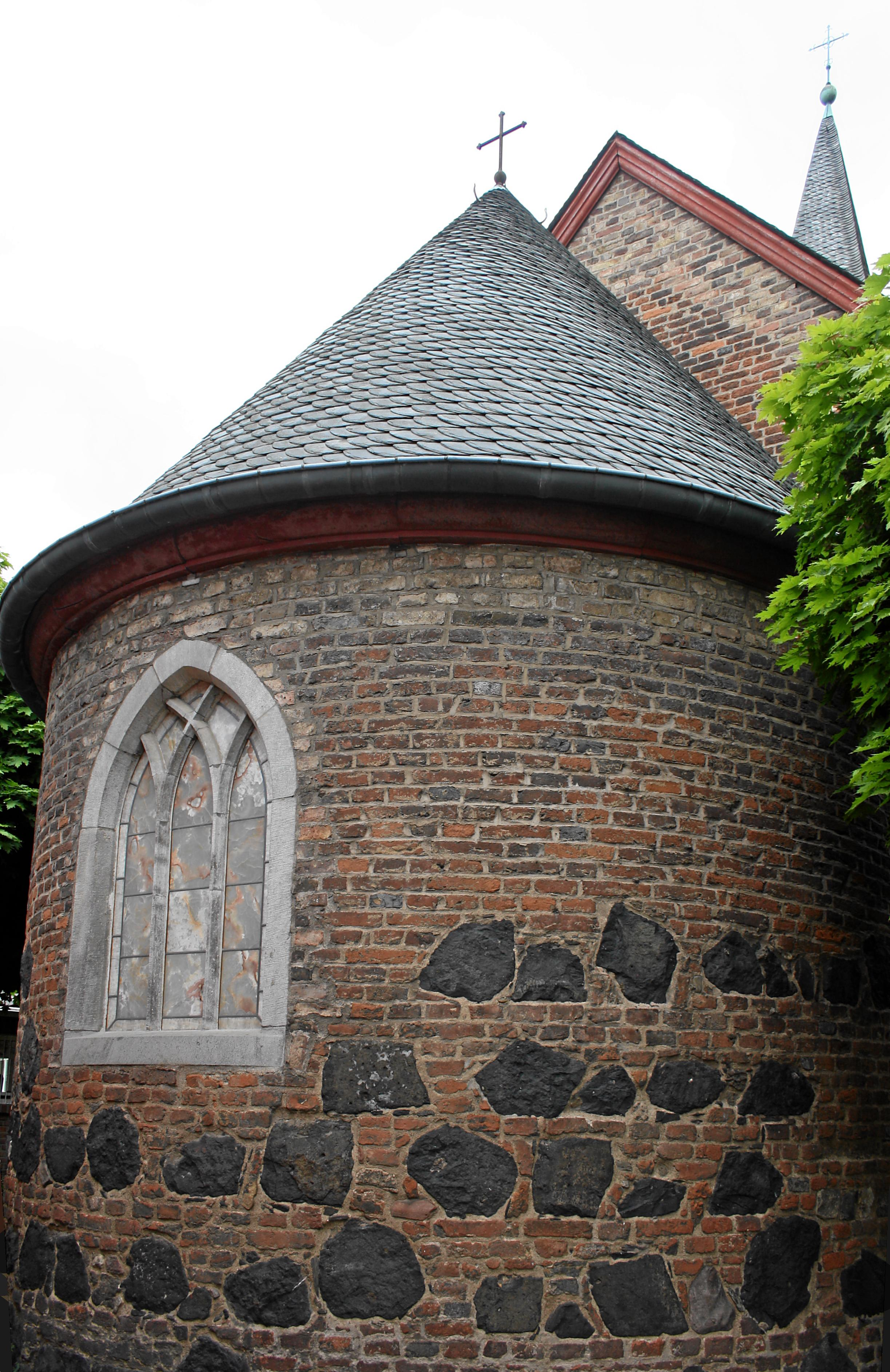
St.-Georgs-Kapelle

## Religion
In Weiß gibt es zwei Kirchengebäude:
- Kapelle St. Georg (mit Wandmalereien von Elmar Hillebrand und Theo Heiermann)
- katholische Kirche St. Georg (1954)

Ferner gehört die evangelische Gemeinde zur Auferstehungskirche in Sürth.

## Persönlichkeiten
- der Journalist, Schriftsteller und Regisseur Ralph Giordano
- der Komponist Karl Kaufhold
- der ehemalige Bassist der Bläck Fööss, Hartmut Priess
- der Drehbuchautor und Musiker Xao Seffcheque
- der ehemalige Fußballspieler Thomas Häßler
- der ehemalige Fußballspieler Hans „Hennes“ Pfeiffer
- der ehemalige Fußballspieler Karl-Heinz Thielen
- die Schauspielerin Isa Günther-Wimmer (Filme u. a. Das doppelte Lottchen, Heidi)
- der mit dem Pritzker-Preis ausgezeichnete Architekt Gottfried Böhm hat in Weiß ein Haus gebaut und dort ca. 30 Jahre gewohnt
- der Bildhauer Elmar Hillebrand
- der Maler Clemens Hillebrand
- der Politiker Peter Hochkeppler